# Łukasz Chyła
Łukasz Chyła, född den 31 mars 1981 i Dziemiany, är en polsk friidrottare som tävlar i kortdistanslöpning.
Chyła deltog vid Olympiska sommarspelen 2004 där han blev utslagen i kvartsfinalen på 100 meter. Han deltog även vid VM 2005 men tog sig inte vidare från försöken. Vid EM 2006 blev han utslagen i semifinalen. Emellertid blev han silvermedaljör i stafetten över 4 x 100 meter vid samma mästerskap.

## Personliga rekord
- 60 meter - 6,56
- 100 meter - 10,20